# Cypridocopina
Cypridocopina is een onderorde van kreeftachtigen uit de klasse van de Ostracoda (mosselkreeftjes).

## Superfamilies
- Cypridoidea Baird, 1845
- Macrocypridoidea Müller, 1912
- Pontocypridoidea Müller, 1894